# Yūichi Takai
Yūichi Takai (japanisch 高井 有一, Takai Yūichi, eigentlich Taguchi Tetsuo (田口 哲郎); geboren 27. April 1932 in Tokio; gestorben 26. Oktober 2016) war ein japanischer Schriftsteller.

## Leben und Wirken
Yūichi Takai wurde 1932 als Sohn des Malers Tauchi Shōgo/Seigo (田口 省吾; 1897–1943) und Enkel des Schriftstellers Taguchi Kikutei (田口 掬汀; 1875–1943) geboren. Er machte 1955 seinen Studienabschluss an der Waseda-Universität. Neben seinen preisgekrönten Büchern publizierte er 1980 „Shinjitsu no gakkō“ (真実の学校), „Schule der Wahrheit“, ein Buch über die pädagogische Bewegung „Seikatsu tzuzurikata undō“, etwa „Bewegung zur Rechtschreibung im Leben“, und „Chiri no miyako ni“ (塵の都に), „In der Hauptstadt des Staubs“, ein Buch, das sich mit dem Leben von Saitō Ryokuu (1867–1904) beschäftigt. Von 2000 bis 2002 war er geschäftsführender Direktor der japanischen Schriftstellervereinigung.

## Auszeichnungen
- 1965 Akutagawa-Preis für „Kita no kawa“ (北の河), etwa „Fluss im Norden“
- 1977 Preis des Kultusministers für „Yume no eriishi“ (夢の碑), etwa „Gedenkstein für einen Traum“, Lebensbeschreibung seines Großvaters Taguchi Kikutei
- 1984 Tanizaki-Jun’ichirō-Preis für „Kono kuni no sora“ (この国の空), etwa „Der Himmel in diesem Land“
- 1989 Yomiuri-Literaturpreis für „Yoru no ari“ (夜の蟻), etwa „Ameisen am Abend“
- 1991 Mainichi-Kunstpreis für „Tachihara Seishū“ (立原正秋), Lebensbeschreibung des Schriftstellers Tachihara Masaaki (1926–1980)
- 1999 Osaragi-Jirō-Preis für „Takarana banka“ (高らかな挽歌), etwa „Hohes Abschiedsgedicht“
- 2002 Noma-Literaturpreis für „Toki no ushio“ (時の潮), etwa „Gezeiten der Zeit“